# Quint Laroni
Quint Laroni (en llatí: Quintus Laronius) va ser un polític i militar romà de finals de la República Romana.
Va ser oficial d'Octavi (August) a Sicília durant la guerra contra Sext Pompeu l'any 36 aC. Estava al front de tres legions enviades per Marc Vipsani Agripa per rescatar a les forces de Luci Cornifici el Jove, que es trobava en situació molt perillosa a Tauromenium.
August, per honorar a persones de famílies poc conegudes, va decidir l'any 33 aC de nomenar cònsols als que l'havien ajudat a la guerra. I així, Quint Laroni va se nomenat cònsol sufecte el més d'octubre d'aquell any en substitució de Gai Fonteu.